# Stefan Fejes
Stefan Fejes (en hongrois : Fejes István) est un as austro-hongrois de la Première Guerre mondiale crédité de 16 victoires aériennes confirmées et de 4 non confirmées pendant le conflit.
Lorsque l'Autriche-Hongrie est dissoute à la fin de la guerre, Fejes devient citoyen hongrois. Son nouveau pays est cependant rapidement engagé dans des conflits, et Fejes reprend du service dès 1919, en s'engageant dans le corps d'aviation rouge, la seule unité d'aviation de la République des conseils de Hongrie, lors de la guerre hungaro-roumaine de 1919. Au cours d'une mission, il est abattu et capturé par les forces tchèques et reste en détention jusqu'à la fin de la guerre. Son parcours dans l'entre-deux-guerres, comme sa fin de vie, sont flous. Il est tour à tour instructeur militaire dans l'aviation, pilote de ligne, puis pilote d'avions de transport pendant la Seconde Guerre mondiale après l'engagement du royaume de Hongrie dans le conflit.
Il survit à la guerre, et meurt à Budapest le 1er mai 1951.

## Biographie

### Première Guerre mondiale
Stefan Fejes naît à Gyömöre, à proximité de Győr, en Hongrie, le 30 août 1891. Il effectue son service militaire à partir de 1912 et est affecté au 14e régiment d'infanterie « Ernst Ludwig Großherzog von Hessen und bei Rhein » (de). Au début de la Première Guerre mondiale, il est toujours au sein de ce régiment. Il est cependant grièvement blessé dès le 16 septembre 1914 et doit passer six mois en convalescence,. Il est ensuite affecté au transport motorisé le 10 mars 1915 et y reste 14 mois avant de se porter volontaire pour intégrer l'armée de l'air austro-hongroise,.

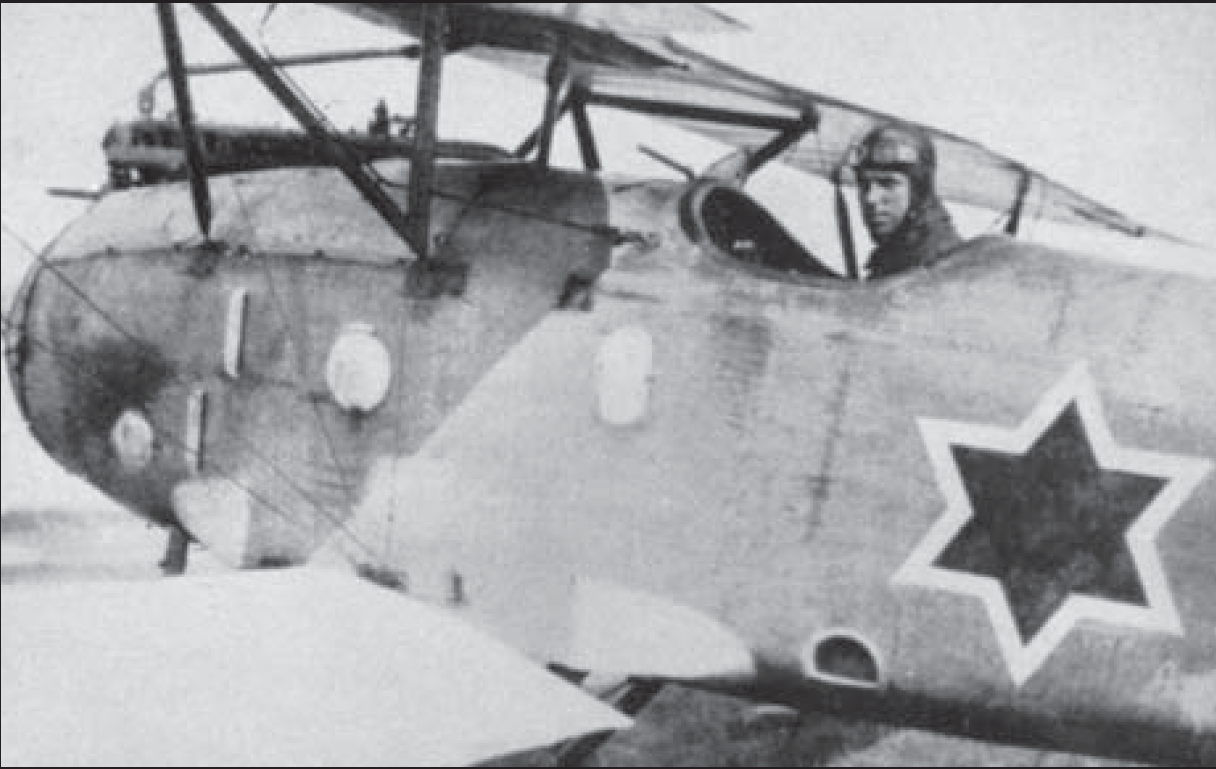
Stefan Fejes dans son Albatros D.III orné de son symbole personnel, une étoile à six branches noire entourée de blanc.

Stefan Fejes sort de sa période d'entraînement comme pilote au début de l'année 1917 et est affecté à la Flik 19, avec le grade de Zugführer le 3 février 1917,. Son unité est alors basée dans la vallée de Vipava, au nord-ouest de l'Italie, sous les ordres de l'as Adolf Heyrowsky. La Flik 19 est une escadrille de biplaces, équipée notamment de Hansa-Brandenburg C.I pilotés par certains des meilleurs pilotes austro-hongrois, comme Heyrowski ou Benno Fiala von Fernbrugg.

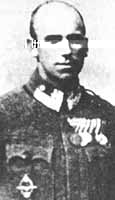
Stefan Fejes.

Fejes remporte sa première victoire aérienne le 17 avril 1917 en abattant un Nieuport italien qui s'écrase près de la gare de Gorizia. Le 14 mai, il remporte une autre victoire, contre un Nieuport puis contre un SPAD six jours plus tard,. Le 19 juin, Fejes et son observateur-mitrailleur, le Leutnant in der Reserve Josef Pürer (en) engagent un groupe de Nieuport au-dessus de Šempeter-Vrtojba. Au cours du combat, les deux austro-hongrois abattent un Nieuport et en endommagent gravement un autre sans pouvoir le revendiquer comme une victoire (faute de confirmation visuelle de son crash). Ils sont ensuite contraints d'atterrir en urgence en raison des dégâts subis par leur Hansa-Brandenburg C.I. Le 26 du même mois, Fejes devient officiellement un as en abattant un avion de reconnaissance italien dans la même région,. Il s'agit également de la cinquième victoire d'Alexander von Tahy, l'observateur de Fejes sur ce vol. En récompense de ces actions, Fejes reçoit trois fois la Médaille pour la Bravoure. Son appréciation à la Flik 19 dit de lui qu'il est un bon pilote, possède de bonnes connaissances techniques, mais parle mal l'allemand,.
En octobre 1917, Stefan Fejes est transféré à la Flik 51J, une unité de chasse, toujours basée au nord de l'Italie. Comme pour sa précédente unité, la Flik 51J est une escadrille d'élite, qui voit passer de nombreux as : Eugen Bönsch, Alexander Tahy ou Ludwig Hautzmayer. La Flik 51J vole en outre sur certains des appareils austro-hongrois les plus performants, des Albatros D.III produits sous licence par Oesterreichische Flugzeugfabrik AG et modifiés pour compenser les défauts des modèles allemands originaux, sortis en 1916. Fejes remporte sa première victoire dans sa nouvelle unité le 3 décembre en abattant un ballon d'observation italien au-dessus de Spresiano,,. Le 18 mars 1918, il abat un Sopwith Camel, puis quatre jours plus tard, il remporte sa dixième victoire homologuée contre un R.E.8 britannique,.

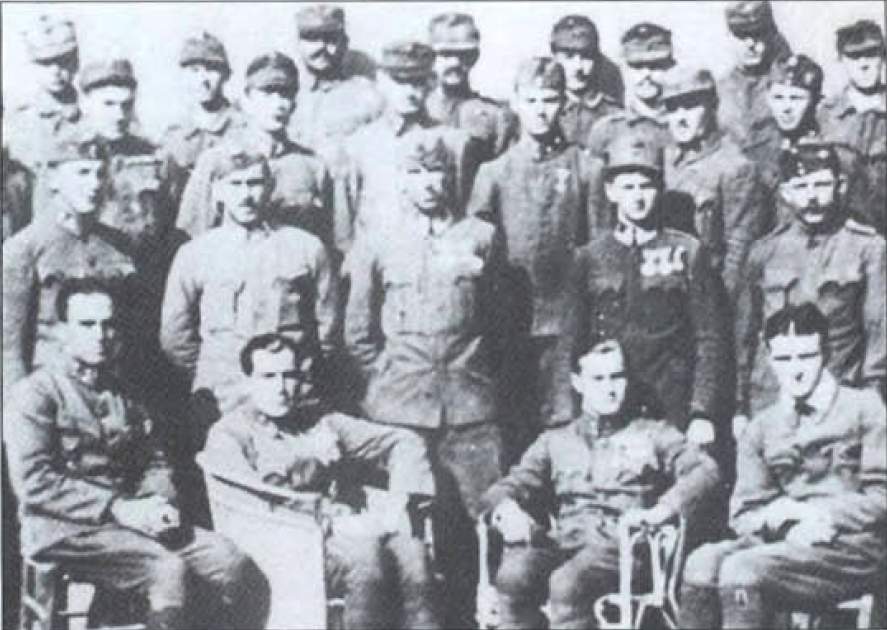
Pilotes de la Flik 51J à Prata di Pordenone à l'été 1918. On peut y voir, assis, en partant de la gauche: Franz Rudorfer et Benno Fiala von Fernbrugg. Debout au premier rang, en partant de la gauche, se trouvent: Stefan Fejes (3e) et Eugen Bönsch (4e).

Le 30 mars, Stefan Fejes est légèrement blessé au talon au cours d'un combat livré au-dessus de son propre aérodrome contre un pilote britannique qui réussit à le toucher de 46 balles avant d'être abattu. Le 3 mai, il revendique deux victoires, qui ne seront pas confirmées, faute d'observateur au sol . Fejes remporte cependant sa 15e victoire officielle le 15 juin 1918 (le premier jour de la bataille du Piave) en abattant un SPAD italien devant les troupes de la 33e division d'infanterie austro-hongroise (sl). Le 1er septembre, il remporte sa dernière victoire de la guerre, en abattant un Sopwith Camel au-dessus d'Arcade.
Stefan Fejes reçoit de nombreuses décorations, dont la médaille d'or pour la bravoure, la plus haute distinction possible pour un sous-officier, reçue trois fois sur la seule année 1918 (il est alors l'un des six membres de l'armée de l'air austro-hongroise à l'avoir reçu autant de fois) . En juillet, il est promu Stabsfeldwebel (en) par l'empereur Charles en personne lors de sa visite de l'aérodrome de la Flik 51J . Une telle promotion est extrêmement rare dans l'armée austro-hongroise, dans la mesure où l'avancement est très difficile à obtenir pour les roturiers.

### Guerre hungaro-roumaine

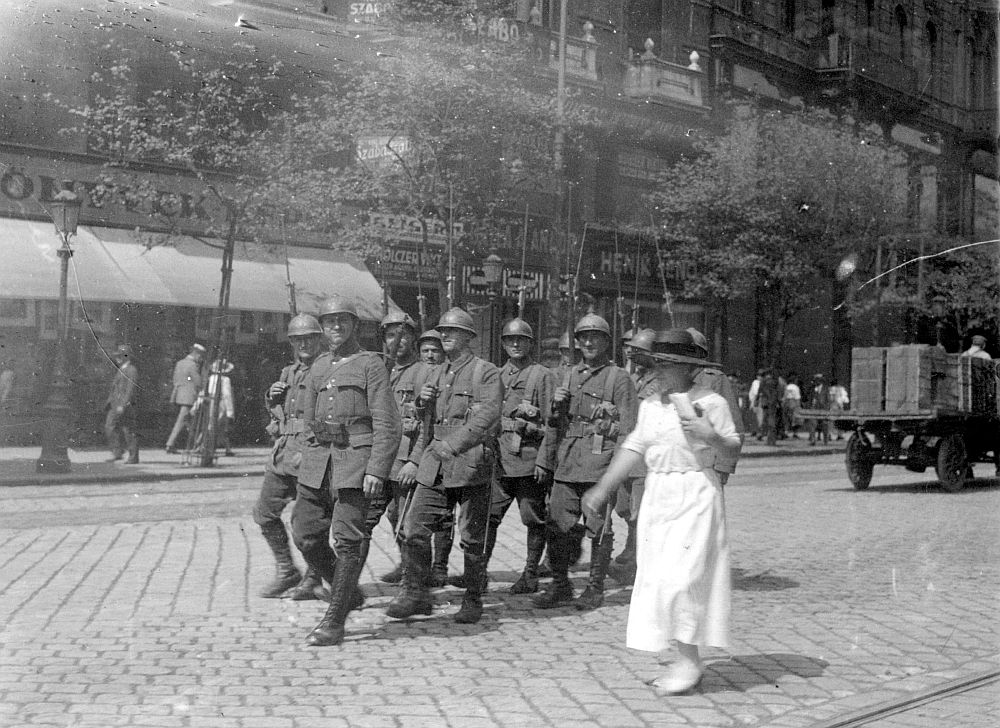
Patrouille roumaine à Budapest, en 1919.

A la fin du mois d'octobre 1918, l'Autriche-Hongrie implose et, le 4 novembre, Stefan Fejes est démobilisé au lendemain de l'armistice de Villa Giusti. Il rentre donc en Hongrie, où il devient citoyen de la nouvelle république démocratique hongroise proclamée le 16 novembre. La Hongrie est cependant rapidement prise dans des troubles politiques qui mènent à la démission du gouvernement et la proclamation d'une république des conseils le 21 mars 1919 . Moins d'un mois plus tard, des forces roumaines, tchécoslovaques, françaises, serbes, croates, slovènes et hongroises antibolchéviques envahissent le jeune État communiste. Stefan Fejes reprend du service à cette occasion, en intégrant le 8e escadron du corps d'aviation rouge, la seule unité d'aviation de chasse de la république des conseils de Hongrie,. Il y sert en même temps que Johann Risztics (en), Ferdinand Udvardy (en) et Alexander Kasza (en), trois autres anciens as de la Première Guerre mondiale,. En mai, cependant, son Fokker D.VII est abattu par les troupes tchécoslovaques au cours d'un mission d'attaque au sol et Stefan Fejes est capturé à Lučenec. Il passe le reste du conflit en captivité, jusqu'à la défaite de la république des conseils et l'établissement de la république de Hongrie.

### Fin de vie
Les activités de Stefan Fejes pendant la suite de sa vie sont mal connues. Le 7 novembre 1920, il livre un combat aérien simulé avec Johann Risztics dans le cadre du premier meeting aérien de Budapest. À partir de 1928, il devient instructeur de vol dans une base aérienne secrète établie à Szombathely en violation des clauses du traité de Trianon, qui avait disloqué la Hongrie et limité son armée de la même manière que celui de Versailles avait limité l'armée allemande. Fejes entraîne notamment Aladár Heppes (de), futur as de la Seconde Guerre mondiale,. Lors d'une interview en 1983 par l'historien Martin O'Connor, Heppes décrit Stefan Fejes comme un instructeur très apprécié de ses élèves, qui le surnomment « oncle Fejes ». Entre 1930 et 1936, Fejes est pilote commercial sur des lignes de fret entre Milan, Rome et Zurich, puis pilote de ligne pour une compagnie aérienne hongroise de 1936 à 1940. Après l'engagement du royaume de Hongrie dans la Seconde Guerre mondiale le 26 juin 1941, Stefan Fejes est mobilisé à nouveau, et sert comme pilote d'avions de transport et de liaison jusqu'à la fin du conflit.
La date de sa mort a longtemps été inconnue des historiens, en raison du rideau de fer. Dans les années 1970-1980, l'ancien as Julius Arigi, vivant en Autriche, dit à Martin O'Connor que Stefan Fejes a vécu à Budapest jusqu'aux années 1950, au moins. Il est en fait mort le 1er mai 1951 à l'âge de 60 ans, d'après une plaque inaugurée par son fils en 2011 sur la maison où il est mort.